# نام پدر
نام پدر (به انگلیسی: Name of the Father) و (به فرانسوی: nom du père) مفهومی است که ژاک لاکان (۱۳ آوریل ۱۹۰۱–۹ سپتامبر ۱۹۸۱) پزشک، فیلسوف و روانکاو فرانسوی در سمینارش روان‌ها (۱۹۵۵–۱۹۵۶) برای پوشش نقش پدر در نظم نمادین توسعه داد.
لاکان با صداهای مشابه فرانسوی le nom du père (نام پدر)، le non du père (شماره پدر) و les non-dupes errent (غیر فریبکاران اشتباه می‌کنند) تا با دو جمله اول بر وظایف تشریعی و بازدارنده پدر تأکید شود و با جمله آخر تأکید کنیم کسانی که نمی‌گذارند در فریب نمادین / تخیلی گرفتار شوند و همچنان چشمان خود را باور می‌کنند، بیشترین اشتباه را دارند.

## منشأ و دامنه
مفهوم لاکان برگرفته از اصطلاح پدر اسطوره‌ای از کتاب توتم و تابو اثر زیگموند فروید (۶ می ۱۸۵۶–۲۳ سپتامبر ۱۹۳۹) عصب‌شناس اتریشی و بنیانگذار دانش روانکاوی است. و توسط او به عنوان یک حرکت استراتژیک در مخالفت با آن چیزی استفاده شد که به عنوان تأکید بیش از حد نظریه رابطه اشیاء بر رابطه انحصاری فرد و مادرش به عنوان یک جفت دوگانه می‌دانست.
لاکان به جای آن بر اهمیت شخص ثالث در عقده ادیپ تأکید کرد – چیزی که او آن را مکانی که او [مادر] برای نام پدر در انتشار قانون می‌گذارد نامید. او این را عنصری حیاتی در کمک به هر یک از اعضای جدید نژاد بشر می‌دانست تا از یک رابطه انحصاری و اولیه با مادر[ان] به تعامل گسترده‌تر با بیرون و جهان فرهنگی – نظم نمادین – حرکت کند.

### افق‌های وسیع تر
آنتونی استیونز، تحلیلگر یونگی، به‌طور مشابه استدلال کرده‌است که به‌طور سنتی، جهت‌گیری پدر گریز از مرکز است، به عنوان مثال، به سمت جهان خارج… او مسئولیت اصلی برای تسهیل گذار از خانه به جامعه است. به همین ترتیب، درمانگر خانواده رابین اسکاینر پدر (یا پدر) را نقش اساسی در این فرایند بازی می‌کند. کودک باید ببیند که مامان خدا نیست به عنوان اولین قدم برای دیدن اینکه پدر خدا نیست، و اینکه… او نیز بخشی از چیز بزرگتر است.
برای لاکان، این زمینه بزرگ‌تر را می‌توان به‌عنوان «زنجیره‌ای از گفتمان… که در آن کل خانواده، کل محور، کل اردوگاه، کل یک ملت یا نیمی از جهان گرفتار می‌شوند» دیده شود. درونی‌سازی نام پدر با درگذشت عقده ادیپ مشارکت لاکان در آن زنجیره وسیع‌تر گفتمان را تضمین می‌کرد و برای او عنصر اساسی سلامت عقل انسانی بود.